# Peter Hollingworth
Peter John Hollingworth AC OBE (nascido a 10 de abril de 1935, Adelaide) é um bispo anglicano reformado da Austrália. Serviu como Arcebispo de Brisbane durante 11 anos. Foi escolhido o Australiano do Ano em 1991. Serviu também como o 23º governador-geral da Austrália, entre 2001 e 2003.

## Biografia
Seus pais cresceram no sul da Austrália, sua mãe pertencia a uma das famílias pioneiras do estado. Em 1941, a família Hollingworth se estabeleceu em East Malvern, Vitória, onde ele frequentou escolas estaduais, antes de ir para o Scotch College e, em seguida, assumir um cargo de cadete comercial na BHP.
Durante seu Serviço Nacional em 1953, Peter foi convocado para o Padre's Office como secretário e encontrou sua vocação para o sacerdócio. Ele se formou na Universidade de Melbourne em 1960 com um diploma de Bacharel em Artes e uma Licenciatura em Teologia, tendo residido no Trinity College.
Ele conheceu sua esposa Kathleen Ann Turner enquanto ainda estava no serviço militar e se casou em 1960. Os Hollingworths têm três filhas, Deborah, Fiona e Sarah, e quatro netos. Ann formou-se em fisioterapia na Universidade de Melbourne e dirigiu seu próprio consultório de fisioterapia obstétrica, além de ter trabalhado no Royal Women's Hospital em Brisbane. Ela se aposentou da prática em 1998.

## Ministério
Após concluir seus estudos, Peter se tornou diácono encarregado e, em seguida, padre encarregado de St Mary's, North Melbourne, como parte de um ministério inovador de equipe no centro da cidade. Ele foi ordenado padre na Igreja Anglicana em 1960. Quatro anos depois, ele foi nomeado capelão da Irmandade de São Lourenço, onde serviu por um total de 25 anos em uma série de posições diferentes, finalmente como diretor-executivo. Durante esse período, ele concluiu um mestrado em Serviço Social na Universidade de Melbourne e escreveu vários livros com base em suas experiências trabalhando com os pobres e desfavorecidos. Hollingworth era um crítico ferrenho da política de assistência social do governo e argumentava que "a pobreza deveria ser vista em termos da estrutura da sociedade e não do caso individual".
Hollingworth foi eleito cônego da Catedral de São Paulo em 1980 e consagrado bispo em Inner City em 24 de fevereiro de 1985. Foi eleito oitavo arcebispo de Brisbane em 1989. Como arcebispo, continuou a perseguir sua agenda de assistência social e apoiou a ordenação de sacerdotisas.

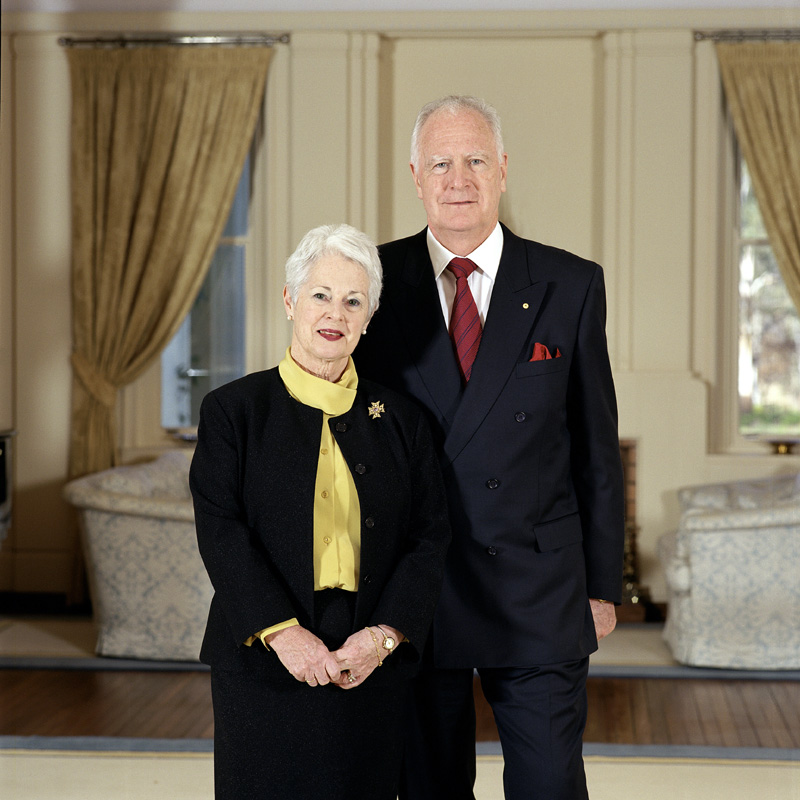
Governador-Geral Dr. Peter Hollingworth e Sra. Ann Hollingworth

Peter atuou em vários comitês de ação social e foi nomeado Oficial da Ordem do Império Britânico em 1976 e Oficial da Ordem da Austrália em 1988. Após sua presidência do Comitê Nacional de ONGs do Ano Internacional de Abrigo para os Sem-teto (IYSH), ele foi o Australiano do Ano 1991, período em que promoveu a causa dos jovens desempregados. Ele foi descrito como "o principal porta-voz australiano da justiça social", usando seu perfil público para criticar as políticas governamentais em relação ao bem-estar dos aborígenes e ao desemprego juvenil. Ele foi incluído na lista inaugural de Tesouros Vivos Australianos em 1997.
Hollingworth compareceu como delegado nomeado à Convenção Constitucional Australiana de 1998, para discutir se a Austrália deveria se tornar uma república, como delegado nomeado de Queensland. Em 2000, presidiu o Conselho Nacional do Centenário da Federação. Recebeu a Medalha do Centenário em 31 de dezembro de 2000. Em 22 de maio de 2001, Peter recebeu o título de Doutor em Letras de Lambeth do Arcebispo da Cantuária, Dr. George Carey, por seu trabalho na área de Ética Social Cristã e Bem-Estar Social.

## Política
A nomeação do arcebispo como 23º governador-geral foi anunciada pelo governo Howard em 22 de abril de 2001. Dr. Peter Hollingworth assumiu o cargo em 29 de junho de 2001. Ele renunciou ao cargo de Arcebispo de Brisbane, mas manteve o título de bispo na igreja. Seu mandato teria cinco anos. Após a posse, tornou-se comandante-chefe titular das forças armadas da Austrália. Também assumiu a posição de Chanceler e Companheiro Principal da Ordem da Austrália. Em 28 de junho de 2001, foi nomeado Companheiro da Ordem da Austrália.

### Acusações de abuso
Ainda naquele ano, em dezembro, enfrentou acusações de que havia lidado mal com casos de abuso sexual quando era arcebispo de Brisbane. As alegações vieram à tona quando um júri concedeu a uma ex-aluna de uma escola anglicana US$ 400.000 em indenização e US$ 400.000 em danos morais. Em fevereiro de 2002, o novo Arcebispo de Brisbane, Phillip Aspinall, anunciou que a Igreja Anglicana realizaria uma investigação sobre como a igreja lidou com nove casos de abuso sexual. No dia 18 daquele mês, Dr. Hollingworth aparece no programa Australian Story, da ABC TV, defendendo suas ações, mas admitindo que poderia ter lidado melhor com as alegações de abuso.
O relatório do inquérito da Igreja Anglicana foi apresentado ao Parlamento de Queensland em 1 de maio de 2003, constatando que o Dr. Hollingworth agiu de forma injusta em alguns casos, especialmente ao permitir que um pedófilo conhecido continuasse em seu cargo de padre. No dia 8 seguinte, o ex-arcebispo negou uma acusação de estupro envolvendo a falecida Annie Jarmyn, que o acusou de estuprá-la e agredi-la em um acampamento de jovens em Bendigo na década de 1960. Em 11 de maio, Hollingworth ficou de lado aguardando a decisão da Suprema Corte de Victoria no caso de estupro; a família de Annie Jarmyn retirou as acusações de estupro em 23 de maio e o Juiz Bongiorno afirmou que elas nunca foram provadas e jamais poderiam ser provadas. O Dr. Hollingworth disse que levaria mais tempo para considerar seu futuro como governador-geral.
Os detalhes de uma carta que o Dr. Hollingworth escreveu ao Arcebispo Phillip Aspinall, datada de 16 de maio, foram revelados no dia 24 de maio. Na carta, o Dr. Hollingworth havia sugerido que uma adolescente de 14 anos, no centro de um caso de abuso sexual em uma escola anglicana, teria sido a pessoa que iniciou o relacionamento. O gabinete do Dr. Hollingworth afirmou posteriormente que a declaração não pretendia sugerir que o menor tivesse instigado o relacionamento.
Diante dessa crise, apenas 23 meses depois de subir ao cargo, em 28 de maio de 2003, Hollingworth renunciou, após controvérsias sobre seu papel no tratamento de alegações de abuso sexual na Igreja Anglicana e após alegações de estupro, tendo posteriormente se retirado. No dia seguinte, sua comissão como Governador-Geral foi revogada. Hollingworth recebeu uma pensão e outros direitos desde então.
Em 2015-2016, Hollingworth enfrentou perguntas como parte da Comissão Real sobre Respostas Institucionais ao Abuso Sexual Infantil em relação ao seu tratamento de alegações de abuso enquanto era Arcebispo de Brisbane. Ele pediu desculpas às vítimas por não prosseguir com suas alegações de forma mais rigorosa. Como todo o clero anglicano, Hollingworth possui uma autorização do Working With Children Check, requisito de antecedentes para aqueles que trabalham ou são voluntários em trabalhos com crianças. Houve um caso para destituir Hollingworth (por meio do processo de reclamações da Igreja Anglicana) por permitir que um pedófilo "incurável" permanecesse em sua posição por 5 anos após tomar conhecimento de seu abuso de crianças. Embora o tribunal tenha feito várias constatações de má conduta, descreveu Hollingworth como "apto para o ministério" e recomendou que ele fosse mantido como padre, desde que Hollingworth se desculpasse e fosse repreendido. Hollingworth disse em maio de 2023 que deixaria de exercer a profissão de padre anglicano. Em 2023, o governo vitoriano investigou se Hollingworth estava apto a manter uma autorização do Working With Children Check, embora o advogado de Hollingworth tenha afirmado que Hollingworth não trabalhava com crianças há algum tempo.

## Obras
- Hollingworth, Peter (1972), The powerless poor: a comprehensive guide to poverty in Australia, Stockland Press, ISBN 978-0-909474-07-2
- Scott, David; Hollingworth, Peter (1974), The waiting poor: an argument for abolition of the waiting period on unemployment and sickness benefits, The Brotherhood of St. Laurence, ISBN 978-0-909571-21-4
- Hollingworth, Peter (1975), The poor: victims of affluence, Pitman, ISBN 978-0-85896-445-7
- Barry, Romuald; Hally, Cyril; Hollingworth, Peter (1978), The Australian religious and poverty, Society of St. Paul, ISBN 978-0-909986-55-1
- Hollingworth, Peter (1979), Australians in poverty, Thomas Nelson (Australia), ISBN 978-0-17-005241-2
- Hollingworth, Peter (1981), Christianity and social order: from Maurice to Temple and beyond, Companions of St. Laurence, ISBN 978-0-9594389-0-1
- Hollingworth, Peter (1987), Be it ever so humble there's no place like home: the seventh G. T. Sambell memorial oration, G. T. Sambell Memorial Trust, ISBN 978-0-947081-14-0
- Hollingworth, Peter (1991), Kingdom come!: meditations and studies for Lent and other times, Anglican Information Office, ISBN 978-0-949108-75-3
- Hollingworth, Peter (1996), Public thoughts of an archbishop, Corporation of the Synod of the Diocese of Brisbane, ISBN 978-1-875650-93-4
- Hollingworth, Peter; Comben, Lyn (1999), Memories of bush ministry and the challenge of the future, Anglican Diocese of Brisbane, ISBN 978-0-646-38068-1